# 阿富汗印度教
印度教，是阿富汗的少數宗教，估計全國有一千人生活在喀布爾和其他大城市。
在阿拉伯人入侵前，阿富汗是宗教多元地方，多數人是印度教徒和佛教徒，在加茲尼王朝開始多数印度廟也被改為清真寺。

## 歷史
阿富汗東部在伊斯蘭教來到前一直被視為印度文明世界一部分，喀布爾-夏希王朝是那里最大的印度教王國。印度教在阿富汗衰落是加茲尼王朝時代，之後伊斯蘭教成為阿富汗主要宗教。
現代的印度教徒是十九世纪阿富汗成為英屬印度影嚮地區後出現，主要是商人和放債人。
塔利班在阿富汗執政後，印度教徒作為宗教少数派受容忍，但要穿上特殊的黄色衣服自異於穆斯林，女人也要穿波卡。
自1990年開始，多數回到印度或逃至美國。